# Milovan Savić
Milovan Savić (Yugoslavia, 16 de junio de 1953) es un atleta yugoslavo retirado especializado en la prueba de 800 m, en la que consiguió ser medallista de bronce europeo en pista cubierta en 1976.

## Carrera deportiva
En el Campeonato Europeo de Atletismo en Pista Cubierta de 1976 ganó la medalla de bronce en los 800 metros, con un tiempo de 1:49.9 segundos, tras el belga Ivo Van Damme  y el alemán Josef Schmid.